# وو گانگ (بازیگر)
وو گانگ (چینی: 吴刚; پین‌یین: Wú Gāng؛ زادهٔ ۹ دسامبر ۱۹۶۲) بازیگر اهل چین است. او به خاطر ایفای نقش در ترقه قرمز، ترقه سبز (۱۹۹۴) و مرد آهنی (۲۰۰۹) شناخته می‌شود.